# اير امباسدور
اير امباسدور (بالإنجليزية: Airspeed Ambassador)‏ هي طائرة رحلات ثنائية المحرك. أنتجت في 1947. كان أول طيران لها في 10 يوليو 1947. دخلت الخدمة في 1951، صنع منها 23 طائرة فقط.